# Catatemnus thorelli
Espèce
Synonymes
- Chelifer thorelli Balzan, 1892

Catatemnus thorelli est une espèce de pseudoscorpions de la famille des Atemnidae.

## Distribution
Cette espèce se rencontre en Indonésie et en Malaisie.

## Description
L'holotype mesure 4,60 mm.

## Étymologie
Cette espèce est nommée en l'honneur de Tord Tamerlan Teodor Thorell.

## Publication originale
- Balzan, 1892 : Voyage de M. E. Simon au Venezuela (Décembre 1887-Avril 1888). 16e mémoire. Arachnides. Chernetes (Pseudoscorpiones). Annales de la Société Entomologique de France, vol. 60, p. 497-552 (texte intégral).